# Regering van Oekraïne

Logo van de regering van Oekraïne.

De regering van Oekraïne (Oekraïens: Кабінет Міністрів України) is het hoogste uitvoerend orgaan in Oekraïne. De regering van Oekraïne werd in 1917 opgericht voor de Oekraïense Volksrepubliek. Na de Oekraïense onafhankelijkheid in 1991 werd de regering van Oekraïne weer heropgericht op 18 april 1991.

## Samenstelling
De regering bestaat uit de minister-president van Oekraïne, vier vice-premiers en uit de ministers, afkomstig uit verschillende departementen.

### Benoeming
De premier wordt benoemd door de president van Oekraïne met goedkeuring van de Verchovna Rada. De Verchovna Rada heeft dan wel vijf dagen de tijd om de premier goed te keuren nadat de president een kandidaat aan het parlement heeft voorgesteld. De overige kabinetsleden worden benoemd door de president op voorstel van de premier. Alleen de minister van Defensie en de minister van Buitenlandse Zaken worden niet door de premier, maar door de president aan het parlement voorgesteld. Het ambtstermijn van het kabinet is gekoppeld aan de ambtstermijn van de premier, dus dat betekent dat zowel het kabinet als de premier een zittingstermijn van vijf jaar heeft.

### Ontslag

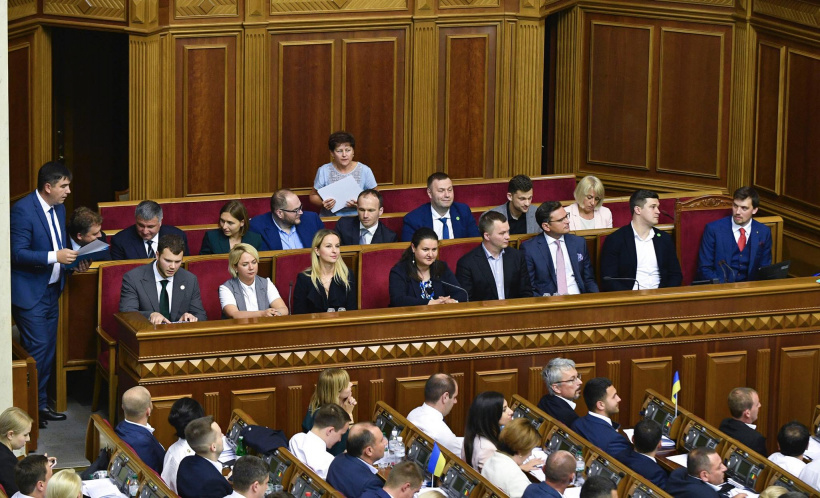
Het kabinet-Honcharuk tijdens een debat in de Verchovna Rada.

Als de zittingstermijn ten einde is, en er een nieuwe regering is, wordt de vorige regering ontbonden. Maar de Verchovna Rada en de president kunnen een motie van wantrouwen tegen de premier goedkeuren, met als gevolg dat de premier het ontslag van het kabinet aan het parlement moet aanbieden. Wel is er voor de motie een één derde meerderheid nodig. Ook kan een motie van wantrouwen alleen één keer in een parlementaire jaar ingediend worden. Als een regering ontslag neemt, kan er overwogen worden om een nieuwe premier te kiezen of om nieuwe parlementsverkiezingen te houden. Een voorbeeld van een nieuwe premier kiezen vond plaats in 2020. In 2020 was het kabinet-Honcharuk de regering van Oekraïne, die gevormd werd na de Oekraïense parlementsverkiezingen van 2019. President Zelensky was echter ontevreden over het kabinet, vanwege de hoge ministeriële salarissen en de slechte prestaties van het kabinet. Op 3 maart 2020 diende premier Oleksiy Honcharuk zijn ontslag in, wat vervolgens leidde tot het aftreden van het kabinet-Honcharuk. Op 4 maart 2020 werd Honcharuk definitief ontslagen door de Verchovna Rada en werd Denys Sjmyhal benoemd tot premier van Oekraïne. Een voorbeeld van nieuwe parlementsverkiezingen houden was het geval in 2007. Toen vond er een politieke strijd plaats tussen president Viktor Joesjtsjenko en premier Viktor Janoekovytsj. Joesjtsjenko besloot toen het parlement te ontbinden, om te voorkomen dat Janoekovytsj nog meer macht naar zich toe zou trekken. In eerste instantie was Janoekovytsj boos op het besluit van de president, maar zei (na overleg met Joesjtsjenko) dat het houden van democratische en eerlijke verkiezingen de enige manier was om de crisis op te lossen.

## Huidige regering
Sinds 17 juli 2025 is het kabinet-Svyrydenko de regering van Oekraïne.
| Ambtsbekleders | Ambtsbekleders        | Ambt                                                                  | Termijn              |
| -------------- | --------------------- | --------------------------------------------------------------------- | -------------------- |
|                | Yulia Svyrydenko      | Minister-president                                                    | 17 juli 2025 - heden |
|                | Mychajlo Fedorov      | Eerste vicepremier Minister van Digitale Transformatie                | 17 juli 2025 - heden |
|                | Taras Katsjka         | Vicepremier voor Europese en Euro-Atlantische Integratie van Oekraïne | 17 juli 2025 - heden |
|                | Oleksij Koeleba       | Vicepremier voor Wederopbouw                                          | 17 juli 2025 - heden |
|                | Andrij Sybiha         | Minister van Buitenlandse Zaken                                       | 17 juli 2025 - heden |
|                | Denys Sjmyhal         | Minister van Defensie                                                 | 17 juli 2025 - heden |
|                | Herman Haloesjtsjenko | Minister van Justitie                                                 | 17 juli 2025 - heden |
|                | Serhij Martsjenko     | Minister van Financiën                                                | 17 juli 2025 - heden |
|                | Ihor Klymenko         | Minister van Binnenlandse Zaken                                       | 17 juli 2025 - heden |
|                | Oleksij Soboljev      | Minister van Economie, Milieu en Landbouw                             | 17 juli 2025 - heden |
|                | Denys Oeljoetin       | Minister van Sociaal Beleid, Gezin en Eenheid                         | 17 juli 2025 - heden |
|                | Oksen Lisovyj         | Minister van Onderwijs en Wetenschap                                  | 17 juli 2025 - heden |
|                | Matvij Bidnyj         | Minister van Jeugd en Sport                                           | 17 juli 2025 - heden |
|                | Viktor Ljasjko        | Minister van Volksgezondheid                                          | 17 juli 2025 - heden |
|                | Svitlana Hryntsjoek   | Minister van Energie                                                  | 17 juli 2025 - heden |
|                | Natalija Kalmykova    | Minister van Veteranenzaken                                           | 17 juli 2025 - heden |